# Episodi di Crusader (prima stagione)
La prima stagione della serie televisiva Crusader è andata in onda negli Stati Uniti dal 7 ottobre 1955 al 6 luglio 1956 sulla CBS.
| nº | Titolo originale       | Prima TV USA     |
| -- | ---------------------- | ---------------- |
| 1  | Cross on the Hill      | 7 ottobre 1955   |
| 2  | One-Way Train          | 14 ottobre 1955  |
| 3  | The Boxing Match       | 21 ottobre 1955  |
| 4  | Mission in Saigon      | 28 ottobre 1955  |
| 5  | The Bargain            | 11 novembre 1955 |
| 6  | Air Express to Freedom | 18 novembre 1955 |
| 7  | International Agent    | 25 novembre 1955 |
| 8  | The Way Out            | 2 dicembre 1955  |
| 9  | Sea Voyage             | 9 dicembre 1955  |
| 10 | No Retreat             | 16 dicembre 1955 |
| 11 | Christmas in Burma     | 23 dicembre 1955 |
| 12 | The Assassin           | 30 dicembre 1955 |
| 13 | Operation Murder       | 6 gennaio 1956   |
| 14 | Fear                   | 13 gennaio 1956  |
| 15 | The Sharks             | 20 gennaio 1956  |
| 16 | Blackmail              | 27 gennaio 1956  |
| 17 | The Mask of Love       | 3 febbraio 1956  |
| 18 | The Confession         | 10 febbraio 1956 |
| 19 | Freeze Out             | 17 febbraio 1956 |
| 20 | Man of Medicine        | 24 febbraio 1956 |
| 21 | Pressure               | 2 marzo 1956     |
| 22 | The Threshold          | 9 marzo 1956     |
| 23 | Hell Town, USA         | 16 marzo 1956    |
| 24 | The Adoption           | 23 marzo 1956    |
| 25 | The Optimist           | 30 marzo 1956    |
| 26 | A Deal in Diamonds     | 6 aprile 1956    |
| 27 | The Big Sneak          | 13 aprile 1956   |
| 28 | Rookie Cop             | 20 aprile 1956   |
| 29 | Berlin Love Story      | 27 aprile 1956   |
| 30 | A Quiet Town           | 4 maggio 1956    |
| 31 | The Ballot Box         | 11 maggio 1956   |
| 32 | The Oakhurst Incident  | 18 maggio 1956   |
| 33 | A Little Friend        | 25 maggio 1956   |
| 34 | The Visitors           | 1º giugno 1956   |
| 35 | The Secret             | 8 giugno 1956    |
| 36 | The Waif               | 15 giugno 1956   |
| 37 | The Farm               | 22 giugno 1956   |
| 38 | The Camp               | 29 giugno 1956   |
| 39 | Way Station to Hope    | 6 luglio 1956    |

## Cross on the Hill
- Prima televisiva: 7 ottobre 1955

### Trama
- Guest star: Alf Kjellin (padre Paul), Peter Bourne (Karl), Hildegarde Christian (Maria), Paul Hahn (dottore), Roland Varno (MVD Man), Ross Evans (guardia)

## One-Way Train
- Prima televisiva: 14 ottobre 1955

### Trama
- Guest star: Albert Szabo, Ralph Smiley, Linda Rowen, Simon Scott (MVD Man), Veronica Pataky (Anna), Robert Cornthwaite (Stefan)

## The Boxing Match
- Prima televisiva: 21 ottobre 1955
- Diretto da: Herschel Daugherty
- Scritto da: David Chantler

### Trama
- Guest star: Bert Hans (Ed), Lomax Sturdy (Kurt), Richard Karlan (Negli), Joseph Mell (Joe Maxl), Ben Wright (Bratesque), Joan Elan (Lisa), Charles Bronson (Mike Brod)

## Mission in Saigon
- Prima televisiva: 28 ottobre 1955

### Trama
- Guest star: Grandon Rhodes (Wilson), Ann Doran (Margaret), Keye Luke (Wan)

## The Bargain
- Prima televisiva: 11 novembre 1955

### Trama
- Guest star: Fay Wall (Berta Ulm), Ivan Triesault (Thomas Ulm), Vladimir Sokoloff (Grandfather), Richard Miles (Hans), Alfred Linder (Heinrich), Werner Klemperer (Wilhelm Leichner), Harry Bartell (Ernst Roeder)

## Air Express to Freedom
- Prima televisiva: 18 novembre 1955

### Trama
- Guest star: Jan Arvan (Petrov), Lewis Charles (Jalnik), Kurt Kreuger (Dolkov), Jacques Aubuchon (Walter Cloud)

## International Agent
- Prima televisiva: 25 novembre 1955

### Trama
- Guest star: William Forrest (Conners), Katherine Berger (Frau Reimer), Celia Lovsky (Mrs. Lujack), Konstantin Shayne (Lujack), Stephen Bekassy (Bogrov), Eva Ralf (Elena)

## The Way Out
- Prima televisiva: 2 dicembre 1955
- Diretto da: John English
- Scritto da: Sloan Nibley

### Trama
- Guest star: Otto Waldis (Gregori Mitrovich), Lou Krugman (poliziotto), Walter Kray (guardia), Jay Novello (tenente Turner), John Abbott (Igor Borovin), David Orrick McDearmon (Alexander Struma), Natalie Norwick (Magda Varzov)

## Sea Voyage
- Prima televisiva: 9 dicembre 1955

### Trama
- Guest star: James McCallion (Henry Terenski), Betty Lou Gerson (Wanda), Joe Allen, Jr. (capitano), John Alderson (Stoker)

## No Retreat
- Prima televisiva: 16 dicembre 1955

### Trama
- Guest star: Ric Roman (Donetti), Phillip Pine (Rossi), Delia Salvi (Rosa), Paul Guilfoyle (Anton Tamaris)

## Christmas in Burma
- Prima televisiva: 23 dicembre 1955

### Trama
- Guest star: Paul Richards (David), Keye Luke (Lin Suchow), Noel Toy (Mei Suchow), Stacy Harris (Pierre Aubriac)

## The Assassin
- Prima televisiva: 30 dicembre 1955
- Diretto da: Allen H. Miner
- Scritto da: Herbert Little, Jr., David Victor

### Trama
- Guest star: Jan Merlin (Franz), Jaclynne Greene (Ilona), Martin Kingsley (Tover)

## Operation Murder
- Prima televisiva: 6 gennaio 1956

### Trama
- Guest star: Ted Hecht (Paul Corday), Leon Askin (Brussard), Paul Bryar (Duchesne), Lurene Tuttle (Bella)

## Fear
- Prima televisiva: 13 gennaio 1956
- Diretto da: Sobey Martin
- Scritto da: Ed Adamson

### Trama
- Guest star: Virginia Christine, Robert Ellenstein, Bobby Driscoll

## The Sharks
- Prima televisiva: 20 gennaio 1956
- Diretto da: Herschel Daugherty
- Scritto da: Joel Murcott

### Trama
- Guest star: Carl Saxe, Bob Morgan, Sailor Vincent, Ralph Smiley, Herb Ellis, Simon Scott, Dan Riss, Jerry Paris, Robert Osterloh, Francis DeSales, Wilfrid Knapp, Eve McVeagh, Aaron Spelling, Claude Akins

## Blackmail
- Prima televisiva: 27 gennaio 1956

### Trama
- Guest star: John Banner (Porter), Ann Codee (Mrs. Gessner), Whit Bissell (Hunt), Peter Hansen (Kovacs)

## The Mask of Love
- Prima televisiva: 3 febbraio 1956

### Trama
- Guest star:

## The Confession
- Prima televisiva: 10 febbraio 1956

### Trama
- Guest star: Gloria Castillo (Karen Haller), Wilfrid Knapp (Johnson), Lisa Ferraday (Greta Haller), Robin Hughes (Frank McKenna)

## Freeze Out
- Prima televisiva: 17 febbraio 1956
- Diretto da: Justus Addiss
- Scritto da: David Chantler

### Trama
- Guest star: Eddie Saenz, Gil Perkins, Stuart Taylor, Raymond Bailey, Billy Nelson, Paul Dubov, David Sharpe, Frankie Van (Referee), Joseph Mell (Joe Maxl), Diane Brewster (Charlene Hayes), Charles Bronson (Mike Brod)

## Man of Medicine
- Prima televisiva: 24 febbraio 1956

### Trama
- Guest star: Ludwig Stossel (dottore), Irene Seidner (Stella), Robert Burton (Haskin)

## Pressure
- Prima televisiva: 2 marzo 1956

### Trama
- Guest star: Marie Tsien (Mrs. Chen), Ted Hecht (Hsui), Clarence Lung (Harry), Benson Fong (dottor Chen)

## The Threshold
- Prima televisiva: 9 marzo 1956

### Trama
- Guest star: Rudolph Anders (Joseph), Charles Maxwell (Willi), Alfred Linder (Forstann), Nan Boardman (Carla), Corey Allen (Martin), Roberta Haynes (Anya)

## Hell Town, USA
- Prima televisiva: 16 marzo 1956
- Diretto da: Herschel Daugherty
- Scritto da: Joel Murcott

### Trama
- Guest star: Frank Marlowe (giocatore di carte), Barbara Knudson (Bar Girl), Barney Phillips (Corcoran), Ralph Sanford (Bixby), Gordon Mills (Wells Corbett), Frank Gerstle (Ben Kelder), George Keymas (Drummer), Jack Lambert (Boxcar Jones), Jay Novello (Bruno Menotti)

## The Adoption
- Prima televisiva: 23 marzo 1956

### Trama
- Guest star: Walter Coy (John), Herbert Patterson (Robinson), Andrea King (Sari), Anita Anton (Helen)

## The Optimist
- Prima televisiva: 30 marzo 1956

### Trama
- Guest star: John Abbott (Gustave), Lurene Tuttle (Hulda), Ernest Sarracino (Forastero), Peter Norman (Otto Meyerhoff), Peter Mamakos (capitano Ibanez)

## A Deal in Diamonds
- Prima televisiva: 6 aprile 1956

### Trama
- Guest star: Geoffrey Toone (Vendron), Jack Kruschen (Leon), Peter Coe (Adam), Ben Wright (Sabota), Beverly Garland (Ilona)

## The Big Sneak
- Prima televisiva: 13 aprile 1956
- Diretto da: Herschel Daugherty
- Scritto da: Joel Murcott

### Trama
- Guest star: Marvin Press (tassista), Paul Stader (scagnozzo), Dan Riss (Billy Evans), Nestor Paiva (Italian Constable), Strother Martin (Lou Ritchie), Tracey Roberts (Mona), Stanley Adams (Joe Giovanni), James Seay (Ed Kennelly), Harry Bartell (Frankie Orlando), Joe De Santis (Pete Ferranti)

## Rookie Cop
- Prima televisiva: 20 aprile 1956
- Diretto da: Earl Bellamy
- Scritto da: Kenneth Pettus

### Trama
- Guest star: Larry Barton (Jack Harris), Carl Milletaire (Jensen), Edward Platt (Chief Harmon), Vivi Janiss (Helen Harris), Lilyan Chauvin (Hedda Danzig), Adam Williams (Sylvan Danzig)

## Berlin Love Story
- Prima televisiva: 27 aprile 1956

### Trama
- Guest star: Ivan Triesault (August Bonner), Lillian Buyeff (Gertrude Bonner), Birgit Nielsen (Claire Bonner), Lamont Johnson (tenente Joseph Bella)

## A Quiet Town
- Prima televisiva: 4 maggio 1956
- Diretto da: Justus Addiss
- Scritto da: Ed Adamson, Joel Murcott

### Trama
- Guest star: Bartlett Robinson (George Carlson), Roy Roberts (sceriffo Johnson), William Phipps (Frank Kopenski), Robert F. Simon (Dave Bridley), Eleanore Tanin (Betty Johnson)

## The Ballot Box
- Prima televisiva: 11 maggio 1956

### Trama
- Guest star: Anna Navarro (Josepha), Ralph Smiley (Quito), Julian Rivero (Pablo), Anthony Caruso (Narada), Frank DeKova (Juan Perez), Edward Colmans (Senor Roma)

## The Oakhurst Incident
- Prima televisiva: 18 maggio 1956

### Trama
- Guest star: Gavin Gordon (dottor Whitney), Tommy Duggan (Stevens), John Irving (Johnny), Geoffrey Toone (Munro), Edit Angold (Katya), Anthony Eustrel (dottor Rojinski)

## A Little Friend
- Prima televisiva: 25 maggio 1956

### Trama
- Guest star: Victor Sen Yung (Lu Chen), Wilfrid Knapp (tenente Evans), Danny Chang (Jimmy Quon), Beulah Quo (Mrs. Quon), James Hong (Lin Quon)

## The Visitors
- Prima televisiva: 1º giugno 1956
- Diretto da: Justus Addiss
- Scritto da: Joel Murcott

### Trama
- Guest star: Doro Inouye (Ho-Ti), Francis DeSales (sceriffo Smithers), Ruth Swanson (Annamay Brennan), Ken Lynch (Webb McCall), Robert Cornthwaite (Joe Brennan)

## The Secret
- Prima televisiva: 8 giugno 1956
- Diretto da: Sidney Salkow
- Scritto da: Joel Murcott

### Trama
- Guest star: John Dehner (Wilson Foster), Rusty Lane (capitano Jethro), John Doucette (Cliff Hargar), Olive Sturgess (Lisa Foster)

## The Waif
- Prima televisiva: 15 giugno 1956

### Trama
- Guest star: Ron Randell (Ben Kelway), Coleen Gray (Helen Kelway), Helen Wallace (Miss Gerstle), Sandy Descher (Kathie Brunn)

## The Farm
- Prima televisiva: 22 giugno 1956
- Diretto da: D. Ross Lederman
- Scritto da: Seeleg Lester, David Victor, Herbert Little, Jr.

### Trama
- Guest star: Marianne Stewart (Erna), Gregory Walcott (Fritz), Mort Mills (Heinrich), Philip Van Zandt (Charles), Leon Askin (Rudy)

## The Camp
- Prima televisiva: 29 giugno 1956

### Trama
- Guest star: Aaron Spelling (Andrew Hocko), Vic Perrin (Colvig), Lillian Buyeff (Mrs. Malinek), John Wengraf (dottor Kremlov)

## Way Station to Hope
- Prima televisiva: 6 luglio 1956

### Trama
- Guest star: Kurt Katch (Lapkoff), Norbert Schiller (Janiczeck), Leonidas Ossetynski (Berredin), Kaaren Verne (Mrs. Hawelka), David Leonard (Trebich), Harold Dyrenforth (Hopper), Gregory Gaye (dottor Walter), Peter Votrian (Hugo)